# うちの姉様
『うちの姉様』（うちのあねさま）は、野広実由による日本の4コマ漫画作品。竹書房発行の『まんがくらぶオリジナル』（2007年5月号ゲストで2007年9月号より2013年5月号）にて連載。また、『まんがライフMOMO』（2008年10月号ゲストで2009年4月号より2012年7月号まで）にも連載されていた。単行本は同社のバンブーコミックスより全7巻が刊行されている。まんがくらぶオリジナル2009年10月号より2012年4月号まで、同誌の表紙作品になる。

## 作品概要
東大首席だが、マイペースで変わり者の日高涼音と、歳の離れた弟の"倫"・妹の"るる"によるほのぼのコメディ。涼音はよく縞パンを見せており、作者がネタにしている。涼音のモデルは作者の知り合いの東大生らしく、また作者本人も弟と妹のいる3人姉妹である。

## 登場人物

### 日高家
日高涼音
主人公。東大2年。1月7日生まれで身長162cm。
首席で頭も記憶力も良く運動神経も抜群だが、マイペースな性格で感覚が人とはかなりズレている。
下着や水着はストライプを着用し、ミニスカートで運動するなど、パンツが見えても気にしない（水着が流されたり、ミニスカ・ノーパンで帰宅する際は流石に隠すが、あまり恥ずかしがっている様子ではない）。るるからいつも同じパンツばかり履いていることを指摘され、フリルやレースの付いた大人のパンツを進められたが、それは見えたら恥ずかしいからと断っていた。
黒の靴下を愛用するが、授業中に脱いだり穿いたりしており片方だけ無くすことが多い。
また、ストッキングに白のパンツを着用したこともある。
"ヤマガキ"（山柿パン）の"フランスあげパン"（バゲットサイズのパンを丸ごとあげパンにしたもの）が好きで、あげパン目当てで運動会の PTA 障害物競走に飛び入り参加したり、ヤマガキの草野球に助っ人で入ったりしたこともある（なお、どちらの場合もミニスカートで全力疾走して思いっきりパンツを見せている）。
よく"イタチャイ"（後述参照）、"ノエス"（"ノ"ー＋イ"エス"）といった自分で考えた独特の言葉を使う。
長い間一人っ子だったので、本人は倫やるるを可愛がっているつもりである。
飲酒するとおしとやかな性格へと変貌。また、酒はあまり強くない。
日高倫
語り手。涼音の弟で小学2年生。6月16日生まれで身長126cm。
運動が苦手なインドア派なためアウトドア派の涼音によく振り回されている。
素直かつ純情なため、涼音のパンツを見ると赤面してしまう。
同じクラスの女子よりも非力。
作中のモノローグは主に彼が担当している。
日高るる
涼音の妹で小学1年生。11月30日生まれで身長122cm。
怒りっぽいが、単純ですぐ怒ったことを忘れてしまうため、涼音によく翻弄される。
アイドル歌手を目指しているが、歌はかなり下手。また、勉強もあまり出来ないようで、意外と天然なところもある。
おしゃれで恋愛好き。まだ小学1年生ながら色っぽい仕草をしているので涼音も流石に呆れている。
お菓子つくりのセンスはかなり高い。
クラスで一番イケメンの彼氏がいる。
なお、倫とるるの誕生日は当初は逆で設定されていたが、当初の設定では年子であるという設定との間で矛盾が生じるため、単行本2刷目以降からは現在のように修正されている。
両親
涼音・倫・るるの両親。早くして結婚したのでまだ若いと思われるが、父はあまり体が丈夫ではない。
また、母は顔が出ているが父は顔が出たことは無い。

### 東大関係者
藤咲あさみ
涼音の友達。極度の人見知りだが、涼音とは一緒に遊びに行く程仲が良い。
無口で一言一言でしか喋れない。広島県出身で、たまに広島弁を話すときだけは饒舌に（出身地のプロ野球チーム・広島カーブの不調などで気が立っているときは、それに加えて誌面に書けないほど下品な言葉遣いに）なる。
メガネに三つ編みの地味な容姿だが、素顔はかなりの美人である（しかし、元が人見知りなため、倫とるるには当初オバケと間違われた）。
タイムマシンの研究をしているが、なかなか上手く行かない。
エビアレルギーでチャーハン等に入っているエビを涼音に食べてもらおうとするが、本人に伝わらず箸バトルになる。
遠野理一
涼音の同級生。数学研究会所属。数学オリンピックの優勝経験者。眼鏡をかけている。
涼音のことが気になって、よくストーカーを行うなど変人じみた行動を取っている。よく涼音が脱いで忘れた靴下を拾っている。
涼音の弟妹・倫とるるからは「あとつけろう太」というあだ名をつけられている。
当の本人の前ではツンデレじみた態度を取ってしまい、涼音からも「変な奴」扱いされている。
倫やるるとの仲はそれなりに良い。
堅葉見平治
遠野の友達で数学研究会仲間。眼鏡をかけていて、髪形は坊主。野球好きでよくパンサーズの試合を観戦している。
中学1年生の頃から妄想の中で彼女がいるレベルの妄想癖の持ち主で、涼音からも「妄想家」と認識されている。
掛け持ちをするほどアルバイトにもいそしみ、細腕ながらスポーツジムでもインストラクターのアルバイトをしている。
最近では、数学研究会と掛け持ちで野球部に所属している。名付け親は佐藤両々。
笠塚かおり
涼音の高校時代の同級生。高校時代一度も涼音に成績で勝てなかったことから、一方的に涼音をライバル視している。
涼音と同じく東大を受験するが不合格となり、1年後に涼音の後輩として東大に入学する。
普段から車で送り迎えをしてもらうお嬢様。数学オリンピック金メダルの遠野に惚れている。
荒澤美鶴
東大の教授。専攻分野は人工生命工学。年齢については禁句で触れてはいけない。
よく准教授の静川を呼び出してはこき使っている。好きな物はアンモナイトの化石（この世に同じ物が2つとないから）。
『この先生がいるから東大に入学した』と言わしめる位に涼音からは尊敬をされているが、学園祭で歌を歌いながら1人出展をしていたり、鬼の面をかぶり1人風神雷神（涼音談）をしていたり、人工生命に関する展示の売店で自費製作フィギュアを販売させていたりと、常識外や突飛な行動も多く、遠野からは変人扱いをされている。
静川有紀
東大の准教授。荒澤教授からはデート中や休日中にもかかわらず、どうでもいい事で呼び出され、色々と迷惑をかけられている苦労人。荒澤教授の事は本気で嫌ってはいないものの、陰でグチをこぼしている。
涼音から「静川さん」と、教師扱いしていないような二人称で呼ばれているが、本人は気にしている様子はない。

### その他の登場人物
たっくん
苗字は不明、名前はたくま。
るるの彼氏でクラス1のイケメン。足も速い。
美海
苗字は不明。
るるのクラスメイトで似た者同士のライバル。3歳の弟がいる。
優愛
苗字は不明。
倫のクラスメイト。倫の事が好きだが、いつもツンデレな態度をとってしまう。
まゆみ
苗字は不明。
倫のクラスメイト。倫の事を好きだとストレートに言える性格。恋愛漫画を好む。
高橋弘
倫のクラスの担任。
やや頼りないところがあるので、子供達からは「ひろしくん」と呼ばれている。
所沢選手
埼玉パンサーズの選手。るるが一目惚れする程のイケメンだが、ヒーローインタビューで変顔をするぐらいユーモアがある。
堅葉見の彼女
堅葉見の妄想の中にいる彼女。中学一年の頃からすべての設定を差し出して付き合っている。
すれ違いや遠距離恋愛も経験。キャバクラでバイトを始めたりなどしている。堅葉見の事は「へいちゃん」と呼んでいる。

## 作中で出てくる用語
〜チャイ
涼音の作った言葉。主に「本来の意味＋チャイ」で構成されている（例外もある）。
「ヘチャイ」（気が進まない、うっとうしいという意味）、「いたちゃい」（いただきます＋チャイ）、「オメチャイ」（あけましておめでとう＋チャイ）等がある。
山柿パン
パンメーカーの会社。
当社で発売しているフランスあげパンは涼音の大好物。
草野球チームを結成しており、涼音が助っ人に入って勝利した時は涼音にフランスあげパンを始めたくさんのパンをくれた。
ライバルはムジパン。
埼玉パンサーズ
プロ野球チーム。整備員の人の動きは涼音のタイプである。
広島カーブ
プロ野球チーム。あさみが贔屓にしている。

## 書誌情報
- 野広実由 『うちの姉様』 竹書房〈バンブーコミックス〉、全7巻
  1. 2009年2月10日発行（2009年1月27日発売）、ISBN 978-4-8124-7033-6
  2. 2010年3月31日発行（2010年3月17日発売）、ISBN 978-4-8124-7241-5
  3. 2011年2月10日発行（2011年1月27日発売）、ISBN 978-4-8124-7498-3
  4. 2012年2月10日発行（2012年1月27日発売）、ISBN 978-4-8124-7733-5
  5. 2012年7月11日発行（2012年6月27日発売）、ISBN 978-4-8124-7920-9
  6. 2013年1月13日発行（2012年12月27日発売）、ISBN 978-4-8124-8075-5
  7. 2013年4月29日発行（2013年4月15日発売）、ISBN 978-4-8124-8145-5